# Bárbara María Hueva
Bárbara María Hueva (Madrid, ca.1733-1772) fue una pintora española, designada académica supernumeraria de la Real Academia de Bellas Artes de San Fernando al constituirse esta en 1752.
En el solemne acto de apertura de la Real Academia de Bellas Artes presidido por su protector, José de Carvajal y Lancaster, se leyó un memorial de Bárbara Hueva, doncella de diecinueve años de edad, por el que solicitaba el título de Académica, si bien, 

para suplir la personal assistencia a los estudios, que le impedía la modestia de su sexo, presentó, por prueba de su aplicación, y habilidad, varios Dibujos, los que halló la Academia tan bien trabajados, que no dudó concederle luego el grado, que solicitaba: lo que publicó el Señor Vice-Protector en esta forma. 
«Señores. Los Dibujos que se acaban de ver, descubren tanto adelantamiento en su Authora, que aun sin valerse de los privilegios del sexo, la concede la Academia, por su mérito, el honroso título de Académica, esperando que con él aspire al celebrado nombre de otras insignes Professoras».

Según Ceán Bermúdez, que recoge la anterior información, el suyo fue el primer título concedido por la Real Academia de Bellas Artes tras su creación. No se tienen otras noticias hasta la información, recogida en acta de la Junta particular de la Academia celebrada el 11 de febrero de 1770, en la que se indicaba que la académica, tras enviudar, había sido admitida como religiosa en el convento de Santa Clara de Toledo. La propia Academia contribuyó con cuatro mil reales para completar la dote, considerando que era muy propio de la Academia y «en cierto modo promover la aplicación de las Artes», ayudar a que «tenga efecto la vocación de la pretendiente».